# International Association for Analytical Psychology
La International Association for Analytical Psychology (IAAP), o Asociación Internacional de Psicología Analítica, es la organización que agrupa a los profesionales implicados en la práctica de la psicología analítica y ofrece acreditación mundial para los especialistas en este campo de la psicología.
La IAAP fue fundada el día del cumpleaños de Carl Gustav Jung, el 26 de julio de 1955, en Zúrich, Suiza, siendo su Presidente Honorario.

## Cometido
La Asociación Internacional de Psicología Analítica (IAAP), creada de conformidad con el Artículo 60 y sig. Del Código Civil Suizo, es una organización internacional de profesionales en ejercicio de la psicología analítica. Sus objetivos son:
1. la promoción del estudio de la psicología analítica y su difusión;
2. el mantenimiento de altos niveles en las normas de formación profesional, en el ejercicio de la profesión y en la conducta ética de sus miembros;
3. y la organización de congresos.

La IAAP cuenta actualmente con más de 2000 miembros a través del mundo.
La IAAP persigue estos objetivos con todo respeto por la autonomía y los intereses profesionales de sus Grupos Miembros y de sus Miembros Individuales.

## Sociedades
- Listado completo de Sociedades pertenecientes a la IAAP con estatus de formación